# Sergio Bolzonello
Sergio Bolzonello (Pordenone, 14 gennaio 1960) è un politico italiano, consigliere regionale del Friuli-Venezia Giulia dal 2013.
È stato vicepresidente della Regione autonoma Friuli-Venezia Giulia, dal 2013 al 2018, e sindaco di Pordenone per due mandati, dal 2001 al 2011.

## Biografia
Primogenito di tre fratelli in una famiglia di commercianti di prodotti caseari, originaria di Santi Angeli nel Montello, dall'età di 7 anni lavora come garzone nella bottega di famiglia, diplomandosi successivamente nel 1979 in ragioneria, dopo aver frequentato per cinque anni le scuole serali, conciliando così il lavoro nel negozio paterno, e successivamente quello di fattorino presso uno studio di un commercialista, con l'impegno scolastico. Sempre nel 1979 svolge il servizio di leva con i Vigili del Fuoco. Per sette anni lavora presso lo studio di un commercialista. Nel 1986 apre il proprio studio, che nel 1989 diventa studio associato.

## Attività politica

### Primi anni
Interessatosi alla politica dopo la lettura de La Rivoluzione liberale di Piero Gobetti, alle elezioni amministrative del 1988 si candida a soli 28 anni al consiglio comunale di Pordenone, nelle file del Partito Liberale Italiano, risultando l'unico eletto consigliere comunale e diventa assessore al Bilancio nella giunta comunale del democristiano Alvaro Cardin. Al termine del mandato torna alla sua professione.
Alle elezioni amministrative del 1997 si ricandida al consiglio comunale di Pordenone, nella lista civica a sostegno del candidato sindaco di centro-sinistra Claudio Cudin, venendo rieletto consigliere comunale.

### Sindaco a Pordenone
In vista delle elezioni amministrative del 2001 crea, assieme a Giovanni Zanolin, la lista civica "Il Fiume" che, in coalizione con il centro-sinistra costituito dai Democratici di Sinistra e La Margherita, lo candida a sindaco di Pordenone. Al ballottaggio vince con il 58,4% di voti.
Alle elezioni amministrative del 2006 viene riconfermato Sindaco al primo turno con il 64,5% di voti, e la lista civica "Il Fiume" risulta la più votata con il 34,4% di preferenze.

### Vicepresidente del Friuli-Venezia Giulia
Alle elezioni regionali in Friuli-Venezia Giulia del 2013 si candida nelle liste del Partito Democratico come indipendente, nella mozione dell'europarlamentare Debora Serracchiani, venendo eletto con 9.424 preferenze in consiglio regionale del Friuli-Venezia Giulia. Il 25 aprile 2013 viene nominato vicepresidente della Regione autonoma Friuli-Venezia Giulia e assessore con deleghe regionali alle attività produttive, turismo e cooperazione dal neo-presidente della Regione Debora Serracchiani.

### Corsa alla Presidenza del Friuli-Venezia Giulia
Nel 2018, in vista delle elezioni regionali in Friuli-Venezia Giulia, dopo la rinuncia della Serracchiani a ricandidarsi, presenta la propria candidatura alla presidenza della Regione Autonoma Friuli-Venezia Giulia, venendo sostenuto da una coalizione di centro-sinistra composta dalle liste: Partito Democratico (a cui aderisce), Open Sinistra FVG (lista associata ad Articolo 1 - Movimento Democratico e Progressista), Slovenska Skupnost e la lista civica "Cittadini per Bolzonello Presidente".
Nel corso della campagna elettorale, dove si è concentrata sulle "potenzialità che non vengono sfruttate a sufficienza" nella Regione, illustra un programma che si concentra sull'incentivo del lavoro stabile e fiscale per chi assume a tempo indeterminato, sul taglio di due punti dell'IRES e azzeramento dell'IRAP per cinque anni, il cui costo complessivo dell’intervento è di 15 milioni di euro, una cifra che Bolzonello afferma sia ampiamente sostenibile per il nostro bilancio.
Alla tornata elettorale perde la competizione, ottenendo il 26,84% dei voti contro il 57,09% del candidato di centro-destra, il deputato leghista Massimiliano Fedriga, venendo sconfitto.
Il 13 gennaio 2022 entra a far parte del gruppo dei 58 delegati delle Regioni, in rappresentanza dell'opposizione in consiglio regionale del Friuli-Venezia Giulia, a partecipare all'elezione del Presidente della Repubblica.